# 朴省俊
朴省俊（：／ Park Seong-jun，1969年4月23日—），大韓民國自由派政治人物，第21、22屆國會議員，也是韩国前KBS、JTBC播音员。